# Амотреты
Амотреты (лат. Ammotretis) — род лучепёрых рыб из семейства ромбосолеевых. Глаза расположены на правой стороне тела. Жаберные перепонки сросшиеся. Спинной плавник начинается перед глазами на слепой стороне тела на рыле, и тянется до хвостового стебля. Отсутствуют радиалии грудных плавников. Брюшные плавники асимметричные. На глазной стороне брюшной плавник соединяется с анальным плавником. Боковая линия хорошо развита на обеих сторонах тела. Морские донные рыбы. Икринки с многочисленными жировыми каплями. Длина тела от 10 до 38 см. Распространены у берегов Австралии и Тасмании.

## Виды
На апрель 2020 года в род включают 5 видов:
- Ammotretis brevipinnis Norman, 1926 — Короткопёрый амотрет
- Ammotretis elongatus McCulloch, 1914
- Ammotretis lituratus (Richardson, 1844) — Пятнистый амотрет
- Ammotretis macrolepis McCulloch, 1914
- Ammotretis rostratus Günther, 1862 — Длиннорылый амотрет

## Галерея

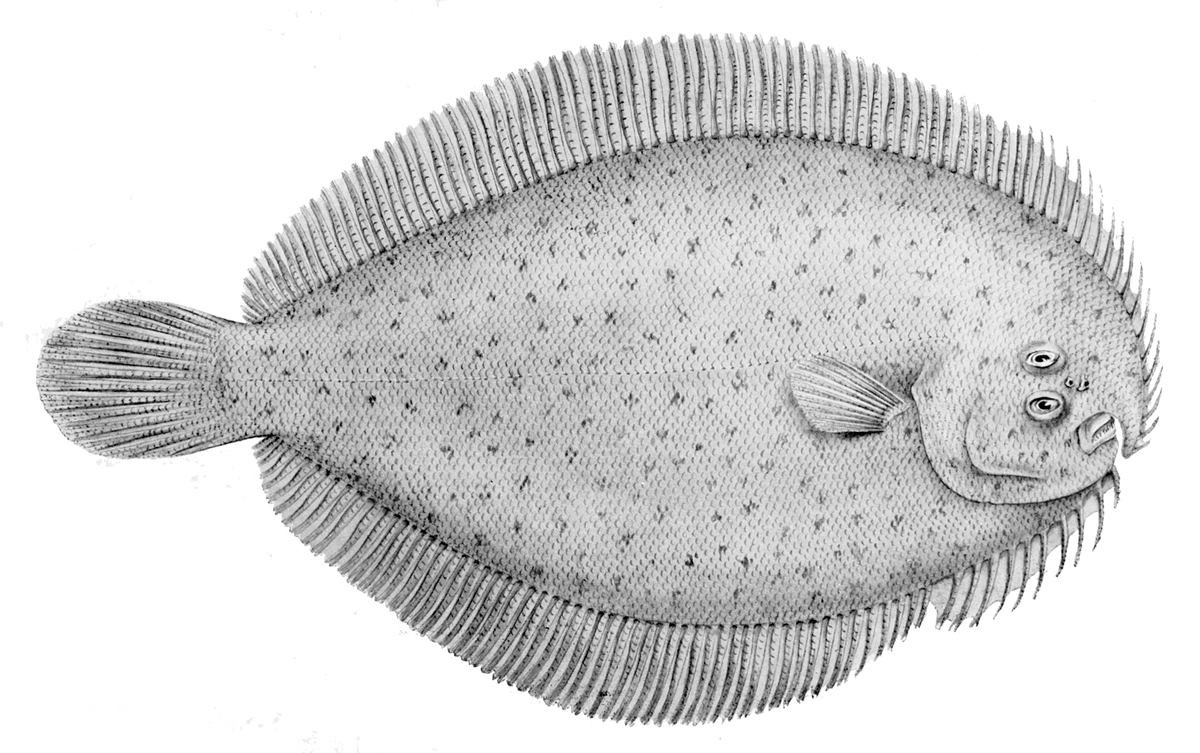
Ammotretis lituratus
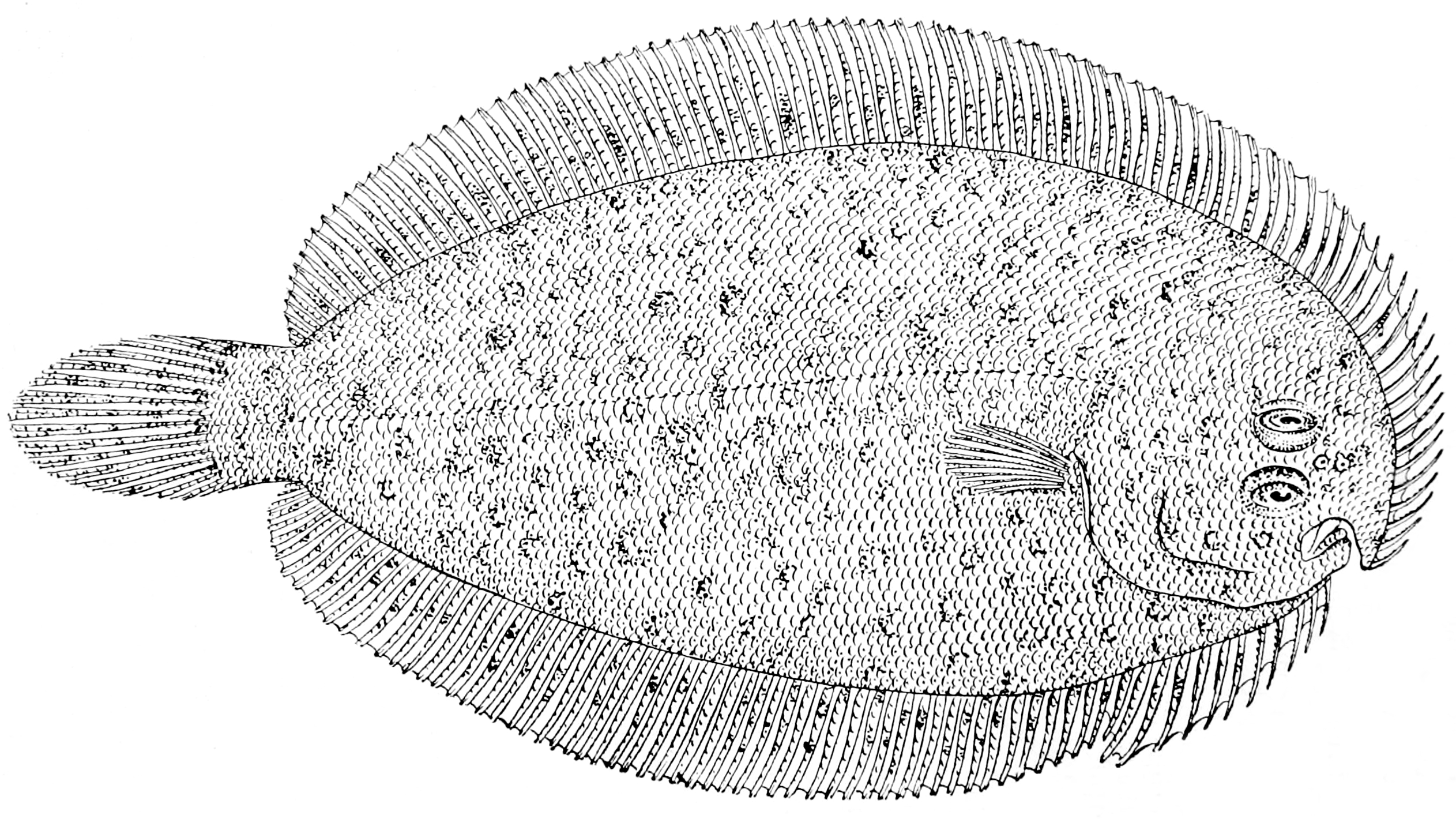
Ammotretis macrolepis
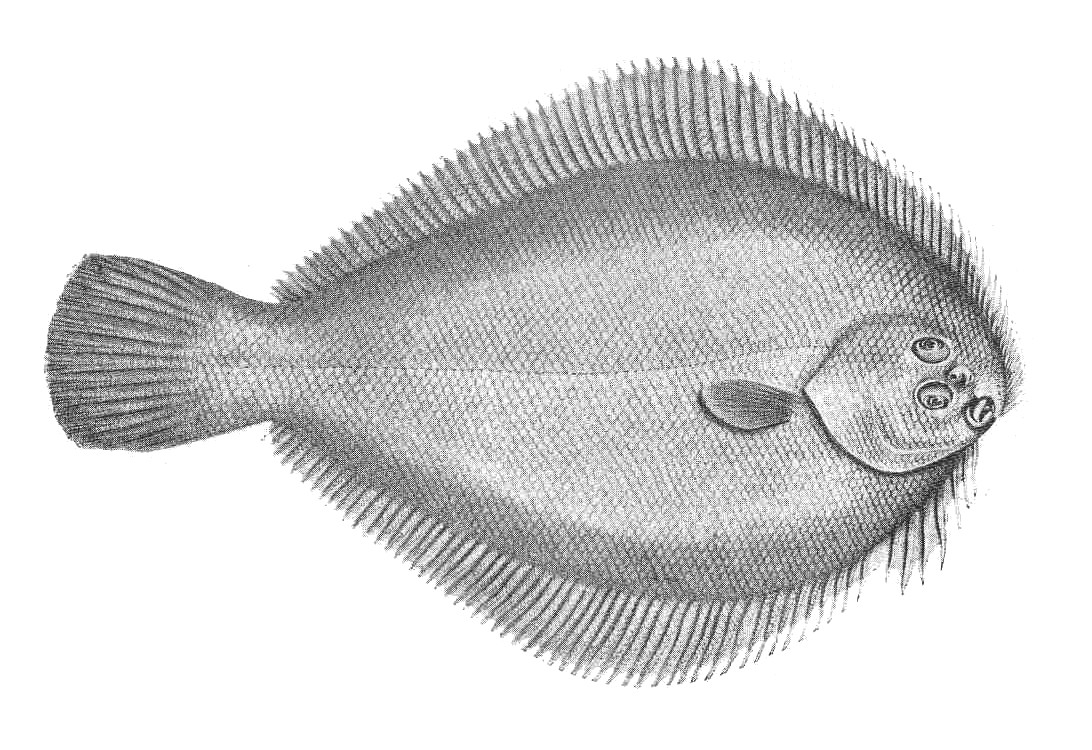
Ammotretis rostratus